# Antalis tubulata
Antalis tubulata är en blötdjursart som först beskrevs av Henderson 1920.  Antalis tubulata ingår i släktet Antalis och familjen Dentaliidae. Inga underarter finns listade i Catalogue of Life.